# 2015年歐洲運動會波士尼亞與赫塞哥維納代表團
波士尼亞與赫塞哥維納參加2015年6月12日至28日在亞塞拜然巴庫舉行的2015年歐洲運動會。